# Millesviks kyrka
Millesviks kyrka är en kyrkobyggnad i Millesvik socken i Säffle kommun i Värmlands län. Den är en av församlingskyrkorna i Södra Värmlandsnäs församling i Karlstads stift. Fram till 2010 var den församlingskyrka i Millesviks församling.

## Kyrkobyggnaden
Millesvik kyrka saknar torn och har ett flackt skiffertak och vitputsade murar med brädfodrade timmerväggar. Dess äldsta del är långhusets västra del med bevarade delar av en medeltida stenkyrkas murverk som sannolikt är från 1100-talet. Det medeltida stenkyrkans kor raserades troligen vid sekelskiftet 1700 och istället uppfördes ett tresidigt kor. Ett vapenhus byggdes 1794 vid långhusets västra gavel. Under 1800-talet byggdes en sakristia i öster. Långhusets murar höjdes också med några varv timmer.
Kyrkorummet täcks av ett trätunnvalv med profilerad taklist. Det fick sin nuvarande utformning vid 1800-talets mitt. Tidigare hade kyrkan ett platt innertak, som 1963 försågs med målningar av kyrkomålaren Hans Georg Schüffner.

## Inventarier
Altartavlan i Millesvik kyrka är målad 1854 av konstnären Gustaf Brusewitz och föreställer Jesus välsignande barnen. En rest av en äldre altaruppsats från 1600-talet har bevarats. Kyrkans predikstol och baldakin är från 1600-talet. Dopfunten är sannolikt från 1200-talet och är gjord i täljsten. Kyrkans orgel är från 1902.

### Orgel
- 1865 byggde Andersson en orgel med 4 stämmor.
- Den nuvarande orgeln byggdes 1903 av Johannes Magnusson, Göteborg och är en mekanisk orgel. Den har fasta kombinationer.

| Manual          | Pedal   | Koppel     |
| Borduna 16´ B/D | Bihängd | Man 4'/Man |
| Principal 8´    |         |            |
| Rörflöjt 8'     |         |            |
| Salicional 8'   |         |            |
| Violin 8'       |         |            |
| Octava 4'       |         |            |
| Trumpet 8'      |         |            |

## Namnet
Milleviks kyrka finns utplacerad på Homanns karta över Skandinavien under namnes Milleswyk. Andra kända stavningar är Midilswik (år 1330–1334), Myldeswik (1347), Mildiswik (1386) och Mylleswik (1458).